# ژولامان شارشنبکوف
ژولامان شارشنبکوف (به قرقیزی: Жоломан Назарбекович Шаршенбеков، جولامان شارشەنبەكوۋ) زادهٔ ۲۹ سپتامبر ۱۹۹۹ کشتی‌گیر فرنگی‌کار تیم ملی قرقیزستان است.
از افتخارات وی می‌توان به کسب دو مدال طلا در مسابقات قهرمانی کشتی جهان ۲۰۲۲ و مسابقات قهرمانی کشتی جهان ۲۰۲۳ و دو مدال نقره در مسابقات قهرمانی کشتی جهان ۲۰۱۸ و مسابقات قهرمانی کشتی جهان ۲۰۲۱ و مدال برنز بازی‌های المپیک ۲۰۲۴ پاریس اشاره کرد. وی سابقه حضور در المپیک ۲۰۲۰ توکیو را دارد.

## فعالیت حرفه‌ای

### قهرمانی کشتی جهان ۲۰۱۸
شارشنبکوف در وزن ۵۵ کیلو مسابقات قهرمانی کشتی جهان ۲۰۱۸ بوداپست حاضر بود که پس از غلبه بر سون هی-دونگ از کره جنوبی، نورایر حکویان از ارمنستان و اکرم اوزتورک از ترکیه به فینال رسید. وی در فینال به الدانیز عزیزلی از آذربایجان باخت و به مدال نقره وزن ۵۵ کیلوگرم رسید.

### قهرمانی کشتی جهان ۲۰۲۱
شارشنبکوف در وزن ۶۰ کیلوگرم کشتی فرنگی قهرمانی کشتی جهان ۲۰۲۱ اسلو شرکت کرد، او در این مسابقات ماکسیم کاژارسکی از بلاروس، ایراکلی ژیمیستاریشویلی از گرجستان و مراد ممدوف از آذربایجان را شکست داد و به فینال رسید. وی در دیدار نهایی به ویکتور کیوبانو از مولداوی باخت و به مدال نقره رسید.

### قهرمانی کشتی جهان ۲۰۲۲
شارشنبکوف در وزن ۶۰ کیلوگرم کشتی فرنگی قهرمانی کشتی جهان ۲۰۲۲ بلگراد شرکت کرد، او در این مسابقات کریستین کچسکمتی از مجارستان، ایلدار حفیظوف از آمریکا و آیدوس سلطانگالی از قزاقستان را شکست داد و به فینال رسید. وی در فینال ادموند نازاریان از گرجستان را شکست داد و مدال طلا را بدست آورد.

### قهرمانی کشتی جهان ۲۰۲۳
شارشنبکوف در وزن ۶۰ کیلوگرم کشتی فرنگی قهرمانی کشتی جهان ۲۰۲۳ بلگراد شرکت کرد، او در این مسابقات پاستاس پتراویچیوس از لیتوانی، پریدون آبولادزه از گرجستان، اسلام‌جان بهرام‌اف از ازبکستان و مهدی محسن‌نژاد از ایران را شکست داد و به فینال رسید. وی در فینال کنیچیرو فومیتا از ژاپن را شکست داد و مدال طلا را بدست آورد.

### المپیک ۲۰۲۴ پاریس
شارشنبکوف در وزن ۶۰ کیلوگرم کشتی فرنگی المپیک ۲۰۲۴ پاریس حاضر بود که در کشتی های اول و دوم آیدوس سلطانگالی از قزاقستان و رضوان آرنئوت از رومانی را شکست داد اما در نیمه نهایی به کنیچیرو فومیتا از ژاپن باخت و به دیدار رده‌بندی رفت. وی در دیدار رده‌بندی مهدی محسن‌نژاد از ایران را شکست داد و مدال برنز را بدست آورد.